# 홍대순
홍대순(洪大純)은 고려 후기의 무신으로 원나라에 투항하였다. 본관은 남양(南陽)이다. 『원사』 「홍복원전」에는 홍대선(洪大宣)로 기록되어 있으며, 말년에 홍인(洪諲)으로 개명했다. 홍복원(洪福源)의 아버지이다. 

## 생애

### 초기 활동
아버지는 인주도령, 검교비서중랑장 등을 지낸 홍제선이고, 어머니는 문씨로 문신우(文申祐)의 딸이다. 고려의 개국공신 홍은열의 후손으로, 그의 5대조 홍후가 인주도령에 임명된 이후 그의 선조들은 평안북도 인주(麟州)에 오래 살았으며, 할아버지 홍덕(洪德), 아버지 홍제선 역시 인주도령을 역임했다.
할아버지 홍덕은 1176년 조위총이 서경에서 난을 일으키자 관군에 합세, 조위총이 보낸 사자를 사로잡았다. 조위총의 부하 강부 등이 소매 속에 칼을 숨겨서 홍덕의 집을 찾아가 그를 살해하려고 했으나, 오히려 홍덕이 자기 집 문 주변에 군사를 매복시켰다가 그들을 죽였다.
1218년(고종 5) 원나라 장군 합진찰랄(哈眞札剌)이 군사를 이끌고 거란족을 토벌하다 국경을 넘어 고려로 들어왔다. 그는 인주의 군사를 이끌고 몽골군에 합세하여, 함께 거란족 추격전에 참가하였다.

### 인주도령 재직
인주도령 재직 중 거란족 대요수국의 침입자와 교전 중 합진찰랄의 군이 고려 강동성(江東城)에서 거란을 공격할 때 인주도령(麟州都領)으로서 이들을 맞아 싸웠으나 패전하고, 몽골에 항복하였다. 이후 가족들을 남겨두고 몽골로 건너갔다. 1231년(고종 18년) 몽골이 장수 살례탑을 보내 고려를 침공할 때는 자발적으로 몽골군의 길안내인이 되어 고려로 들어와 몽골의 진격을 앞에서 인도하였다.
1233년 평안북도 일대에서 반란이 일어나, 평북 각지에서 고려조정의 반기를 들었다. 이때 그의 아들 홍복원이 필현보(畢賢甫) 등과 함께 난을 일으켜 선유사(宣諭使)인 대장군 정의(鄭毅)·박녹전(朴祿全) 등을 죽이고 성을 빼앗아 반역하자, 최우(崔瑀)가 가병(家兵) 3천여 명을 보내어 북계병마사(北界兵馬使) 민희(閔曦)와 함께 이들을 진압하니 홍복원은 몽골로 도망치고, 동생 홍백수(洪百壽)와 그의 아들 딸들과 함께 사로잡혀 해도(海島)로 유배되었다.
그 뒤 아들 홍복원이 원나라에 있으면서 동경총관(東京摠管)이 되어 고려군민을 다스리자 여기에 붙은 것이 40여 성이 되었다. 그러나 그는 무신 정권을 인정하지 않고 고려를 비판하였다. 이후 원나라 군사를 따라 수시로 내왕하므로 최우가 이것을 근심하여 그를 달래기 위하여 대장군에 임명하니 참소가 적어졌다.

### 생애 후반
1250년(고종 37) 원에서 소환되어 입조했으며, 이후의 행적은 전하지 않는다.
사후 좌복야(左僕射)·행좌우위상장군(行左右衛上將軍)·판위위시사(判衛尉寺事)에 추봉되었다.

## 가족 관계
- 할아버지 홍덕
- 아버지 홍제선(洪濟先) - 홍후의 4대손
- 어머니 문씨, 문신우(文申祐)의 딸
  - 동생 홍백수(洪百壽)
- 아들 홍복원
  - 손자 홍다구洪茶丘
  - 손자 홍군상洪君祥
- 외할아버지 문신우(文申祐)

## 참고
- 이승한, 고려 무인 이야기 3 (푸른역사, 2003)
- 최용범, 다시 쓰는 간신열전 (페이퍼로드, 2007)
- 이수광, 중국을 뒤흔든 우리 선조 이야기 (고려, 조선편) (일송북, 2004)
- 유재하, 고려왕조사 3 (학문사, 2000)